# 공통 부분식 제거
컴파일러 이론에서 공통 부분식 제거(Common subexpression elimination, CSE)는 동일한 식의 인스턴스를 찾고(즉, 모두 동일한 값으로 평가됨), 계산된 값을 포함하는 단일 변수로 대체하는 것이 가치가 있는지 분석하는 컴파일러 최적화이다.

## 예시
다음 코드에서:
```
a = b * c + g;
d = b * c * e;
```

코드를 다음과 같이 변환하는 것이 가치가 있을 수 있다.
```
tmp = b * c;
a = tmp + g;
d = tmp * e;
```

tmp를 저장하고 검색하는 비용이 b * c를 추가로 계산하는 비용보다 적은 경우이다.

## 원리
CSE를 수행할 가능성은 사용 가능한 식 분석(일종의 데이터 흐름 분석)을 기반으로 한다. 식 b*c는 프로그램의 지점 p에서 다음 경우에 사용 가능하다.
- 초기 노드에서 p까지의 모든 경로가 p에 도달하기 전에 b*c를 평가하고,
- 평가 후 p 전에 b 또는 c에 대한 할당이 없는 경우.

옵티마이저가 수행하는 비용/편익 분석은 tmp에 저장하는 비용이 곱셈 비용보다 적은지 계산한다. 실제로 어떤 값이 어떤 레지스터에 저장되어 있는지와 같은 다른 요인들도 중요하다.
컴파일러 개발자들은 두 가지 종류의 CSE를 구분한다.
- 지역 공통 부분식 제거는 단일 기본 블록 내에서 작동한다.
- 전역 공통 부분식 제거는 전체 프로시저에 대해 작동한다.

두 가지 모두 프로그램의 어떤 지점에서 어떤 식이 사용 가능한지에 대한 데이터 흐름 분석에 의존한다.

## 이점
CSE를 수행하는 이점은 매우 커서 일반적으로 사용되는 최적화이다.
위 예시와 같은 간단한 경우에 프로그래머는 코드를 작성하면서 중복 식을 수동으로 제거할 수 있다. CSE의 가장 큰 원천은 컴파일러가 생성하는 중간 코드 시퀀스인데, 예를 들어 배열 인덱싱 계산과 같이 개발자가 수동으로 개입할 수 없는 경우이다. 어떤 경우에는 언어 기능이 많은 중복 식을 생성할 수 있다. 예를 들어, C 매크로의 경우, 매크로 확장이 원래 소스 코드에서는 명확하지 않은 공통 부분식을 초래할 수 있다.
컴파일러는 값을 저장하기 위해 생성되는 임시 변수의 수를 신중하게 결정해야 한다. 과도한 수의 임시 값은 레지스터 압력을 생성하여 메모리로 레지스터 스필링을 초래할 수 있으며, 이는 필요할 때 단순히 산술 결과를 재계산하는 것보다 더 오래 걸릴 수 있다.

## 같이 보기
- 전역 값 번호 매기기
- 루프 불변 코드 이동